# Zalissea, Brodî
Zalissea (în ucraineană Залісся) este un sat în comuna Cernîțea din raionul Brodî, regiunea Liov, Ucraina.

## Demografie
Componența lingvistică a localității Zalissea
     Ucraineană (100%)
Conform recensământului din 2001, toată populația localității Zalissea era vorbitoare de ucraineană (100%).